# RINGER (드라마)
《링거》(영어: RINGER)는 The CW에서 2011년 9월 13일부터 2012년 4월 14일까지 방영된 미국의 범죄 스릴러 드라마이다.

## 개요
약물 중독에서 벗어나려고 노력 중인 와이오밍 스트리퍼 브리짓 켈리는 고용주인 범죄 조직 수장 보더웨이 머카위가 살인을 저지르는 모습을 목격했다. 브리짓은 마약 소지와 매춘 관련 고소가 취하되는 대가로 법정에서 증언을 하기로 했으며 이후 연방수사국(FBI) 요원 빅터 마차도의 보호를 받고 있다.
기존에 살해된 다른 증인들처럼 자신도 죽을지도 모른다는 공포 속에서 브리짓은 사이가 멀어진 쌍둥이 자매 셔반이 있는 뉴욕으로 도망친다. 그러나 셔반은 바다에 뛰어들어 자살을 하고, 브리짓은 셔반이 자신의 존재를 가족 및 주변인에게 숨겨온 것을 이용해 셔반 행세를 하며 상류층 사회 속에 녹아들어간다.
곧 브리짓은 셔반에게도 어떤 비밀이 있었으며, 누군가 셔반을 죽이려고 한다는 것을 알게 된다.

## 출연
- 세라 미셸 겔러 - 브리짓 켈리/셔반 마틴 역
- 크리스토퍼 폴라하 - 헨리 버틀러 역
- 요안 그리피드 - 앤드루 마틴 역
- 네스터 카보넬 - 빅터 마차도 역
- 마이크 콜터 - 맬컴 워드 역
- 조이 도이치 - 줄리엣 마틴 역
- 태라 서머스 - 제마 버틀러 역
- 잔 매클라넌 - 보더웨이 머카위 역